# Episodenroman
Als Episodenroman (frz. roman à tiroir) wird ein Roman bezeichnet, der für die Haupthandlung verzichtbare und leicht aus dem Zusammenhang lösbare Intrigen oder Episoden enthält. Diese Episoden sind Nebenhandlungen oder in sich geschlossene Einschübe in dramatischen oder epischen Werken. Episoden können auch die Grundstruktur ganzer Werke bestimmen. Der Begriff Episodenroman wird teilweise, aber nicht grundsätzlich abwertend benutzt. 
Unter die Episodenromane einzuordnen sind beispielsweise I Promessi Sposi (1840–1842) von Alessandro Manzoni, Die Geheimnisse von Paris (1843) von Eugène Sue, Szenen aus dem Leben der Bohème (1847/49) von Henri Murger, Nachts unter der steinernen Brücke von Leo Perutz und Am kürzeren Ende der Sonnenallee (1999) von Thomas Brussig.  